# Roland Agius
Roland Agius (ursprungligen Andersson), född 16 augusti 1936 i Uppsala, död 7 april 2021 i Uppsala, var en svensk kommunpolitiker och direktör.

## Biografi
Efter socionomexamen vid Socialinstitutet i Stockholm år 1963 arbetade Agius på Stockholms kammarkontor (1964–1970). Mellan 1971 och 1980 var han centerpartistiskt  kommunalråd i Uppsala, där han 1974–1980 även var kommunstyrelsens ordförande.
Mellan 1980 och 1985 var han VD för Sveriges Byggnadsentreprenörförening och därefter, 1986–1998, VD för AB Stadsfastigheter. Agius hade även en rad styrelseuppdrag, bland annat i Svenska Kommunförbundet (vice ordförande 1980–1983), Vattenfall, Byggforskningsinstitutet, Näringslivets byggnadsdelegation samt IFK Uppsala, vars ordförande han var 1999–2005.
År 2003 gav han ut boken Industristaden Uppsala, och 2009 kom boken Folkhemmets byggmästare i Uppsala.
Roland Agius var från 1981 till sin död gift med den tidigare chefen för Statens biografbyrå och förra kommunalrådet i Uppsala, Gunnel Arrbäck. Han var 1959–1980 gift med Ingrid Niklasson.